# Rui Veloso
Rui Manuel Gaudêncio Veloso, noto come Rui Veloso (Lisbona, 30 luglio 1957), è un cantante e musicista portoghese.

## Discografia

### Album in studio
- 1980 - Ar de Rock
- 1982 - Fora de Moda
- 1983 - Guardador de Margens
- 1986 - Rui Veloso
- 1990 - Mingos & Os Samurais
- 1991 - Auto da Pimenta
- 1995 - Lado Lunar
- 1998 - Avenidas
- 2005 - A Espuma das Canções
- 2012 - Rui Veloso e amigos

### Raccolte
- 2000 - O Melhor de Rui Veloso
- 2000 - Ar de Rock Tributo 20 Anos Depois

### Album dal vivo
- 1988 - Ao Vivo
- 2003 - O Concerto Acústico
- 2009 - Ao Vivo no Pavilhão Atlântico